# Parazyxomma flavicans
Parazyxomma flavicans – gatunek ważki z rodziny ważkowatych (Libellulidae); jedyny przedstawiciel rodzaju Parazyxomma. Występuje w Afryce Subsaharyjskiej i jest szeroko rozprzestrzeniony.
W RPA imago lata od grudnia do końca marca. Długość ciała 38–39 mm. Długość tylnego skrzydła 30–31 mm.